# Río Anguélinski
El río Anguélinski (del ruso: Анге́линский) es un río del krai de Krasnodar, en el delta del Kubán, en el sur de Rusia. Es un distributario (este tipo de ríos en ruso se denominan yérik, por lo que es posible encontrar Анге́линский е́рик, Anguélinski Yérik) por la derecha del río Kubán. Discurre por los raiones de Krasnoarméiskaya, Kalíninskaya, y Primorsko-Ajtarsk.
Nace del Kubán a la altura de Prikubanski, poco antes de llegar al Bosque Rojo del Kubán, que bordea por el este, pasando junto a Krasni Les. Discurre en dirección predominantemente norte-noroeste sirviendo como canal de irrigación a los campos y arrozales del delta. Deja en sus orillas Vostochni, Pervomaiski, Staronizhestebliyevskaya, Otrubnye, Krupskói, Anguélinski, Novonikoláyevskaya, Lébedi y Grívenskaya, donde desemboca en el sistema de yérik de las marismas al norte, que llevaran sus aguas hacia el mar de Azov, en la zona del delta del Kirpili.